# Biorecro
Biorecro är ett svenskt miljöteknikföretag som säljer minusutsläppsrätter och klimatkompensationer genom att använda BECCS-teknik. Företaget grundades 2007 och är baserat i Stockholm. Biorecro är en av elva finalister i Virgin Earth Challenge, utlyst av den brittiska entreprenören Richard Branson med en prissumma på 25 miljoner dollar.
Biorecro har samarbetat med Global Carbon Capture and Storage Institute för att göra en kartläggning över BECCS-projekt i världen, med Förenta Nationernas utvecklingsorgan för industrier i utvecklingsländer (UNIDO) för att kartlägga behovet av CCS i industrisektorer i utvecklingsländer och med Det Naturliga Steget, som genomfört en granskning av BECCS-tekniken med hjälp av deras ramverk för strategisk hållbar utveckling.
Biorecro publicerade en rapport 2010 som konstaterade att Sverige kan bli minusutsläppare av koldioxid år 2030, det vill säga att Sverige kommer att ta bort mer koldioxid ur atmosfären än vad landet tillför på årsbasis.
I december 2010 blev Biorecro utsedda till Climate Solver av Världsnaturfonden WWF.